# チーム国光
チーム国光(チームくにみつ、英: TEAM KUNIMITSU)は、日本のレーシングチーム。設立は1992年で、正式商号は株式会社チームクニミツ(本社:東京都新宿区)。チーム創設者は元レーシングドライバーの高橋国光。当初はドライバー兼監督だったが、1999年にドライバーを引退し、翌2000年より監督に専念する。

## 全日本ツーリングカー選手権・N1耐久・スーパー耐久参戦歴
1992年、「チーム国光」名義で初参戦。スカイライン GT-Rで全日本ツーリングカー(JTCC)選手権へ。高橋国光と土屋圭市のコンビ。チームタイサンがプロデュースし、ニスモがマネジメントする体制となった。翌年もこの体制で参戦継続。第2戦オートポリスで初優勝する。
翌1994年はスプリントレース化されたため土屋のみの参戦、マシンはホンダ・シビックフェリオに変更された。JTCCには翌1995年まで参戦した。
1993年からN1耐久シリーズにコカ・コーラのスポンサードを得て第2戦より参戦開始した。マシンはプレリュード、ドライバーは土屋圭市と飯田章(但し全日本ツーリングカー選手権第2戦と重なった第3戦鈴鹿のみ大井貴之/渡辺明で参戦)。第5戦十勝スピードウェイで優勝。1998年はインテグラタイプRで参戦。ドライバーは山野哲也と西翼での参戦だった。
| 年度   | 車両                                      | ドライバー        | 順位 | Point |
| ------ | ----------------------------------------- | ----------------- | ---- | ----- |
| 1992年 | STP タイサンGT-R （スカイラインGT-R）     | 高橋国光 土屋圭市 | 9位  | 74pts |
| 1993年 | STP タイサンGT-R （スカイラインGT-R）     | 高橋国光 土屋圭市 | 11位 | 59pts |
| 1994年 | STP 圭市シビック （シビック・フェリオ）   | 土屋圭市          | 16位 | 20pts |
| 1995年 | ADVAN 圭市シビック （シビック・フェリオ） | 土屋圭市          | 21位 | 7pts  |

## 鈴鹿8時間耐久ロードレース参戦歴
1997年、「チーム国光・HSC」名義で初参戦。HRC(ホンダレーシング)からのサポートを受け、マシンはワークス仕様のRVF/RC45を使い、ライダーはHRC所属の幼馴染コンビ、加藤大治郎と武田雄一で参戦した。ゼッケンに高橋国光ゆかりの100番を付け、往年のホンダ・ロードレーサー「RCカラー」で参戦した初年度の1997年は、台風第9号の影響で予選スペシャルステージが中止となった結果、金曜日に行われた計時予選で最速だった加藤がポールポジションを獲得したが、決勝では雨の影響で加藤が2度転倒し9位での完走となった。1998年はメインスポンサーにラッキーストライクが付いた以外は同じ体制で参戦したが、加藤のライディング中にチェーンが切れるトラブルが発生。この際のダメージが大きくリタイヤとなった。
| 年度   | 車両     | ライダー             | 予選順位 | 決勝順位 |
| ------ | -------- | -------------------- | -------- | -------- |
| 1997年 | RVF/RC45 | 加藤大治郎・武田雄一 | PP       | 9位      |
| 1998年 | RVF/RC45 | 加藤大治郎・武田雄一 | 4位      | リタイヤ |

## 全日本GT選手権・SUPER GT参戦歴

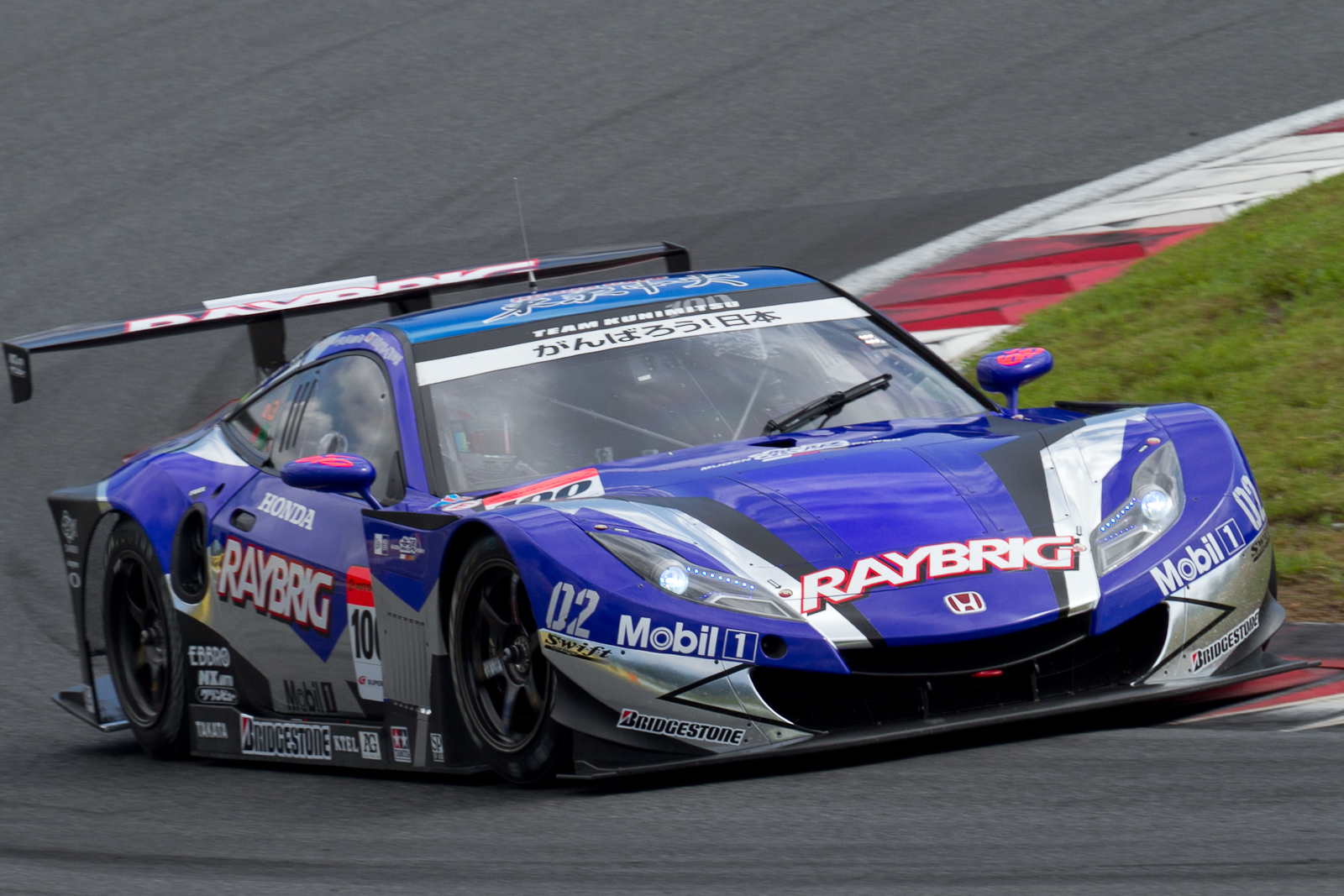
RAYBRIG HSV-010
（2011年参戦マシン）

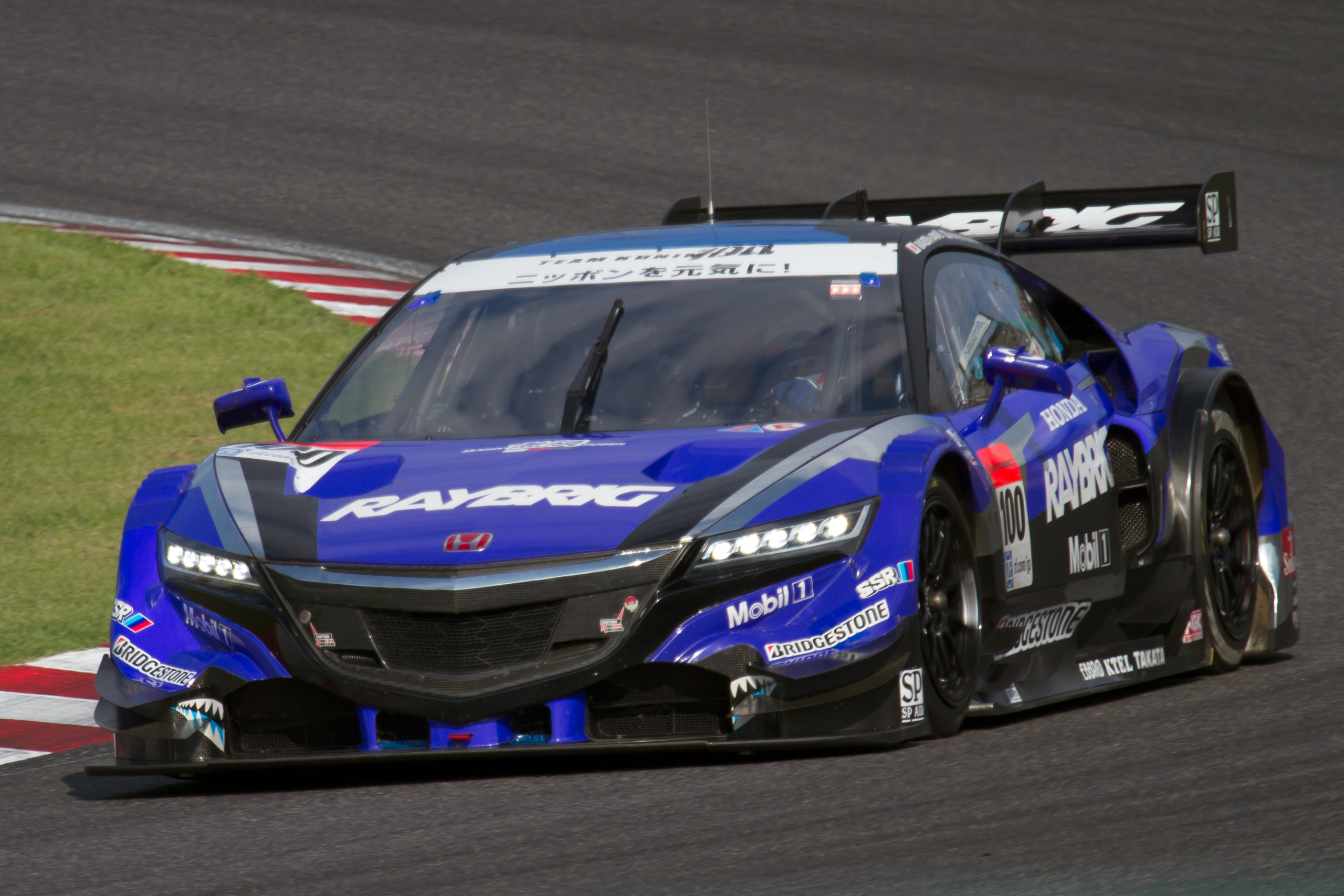
RAYBRIG NSX CONCEPT-GT
(2014年参戦マシン)

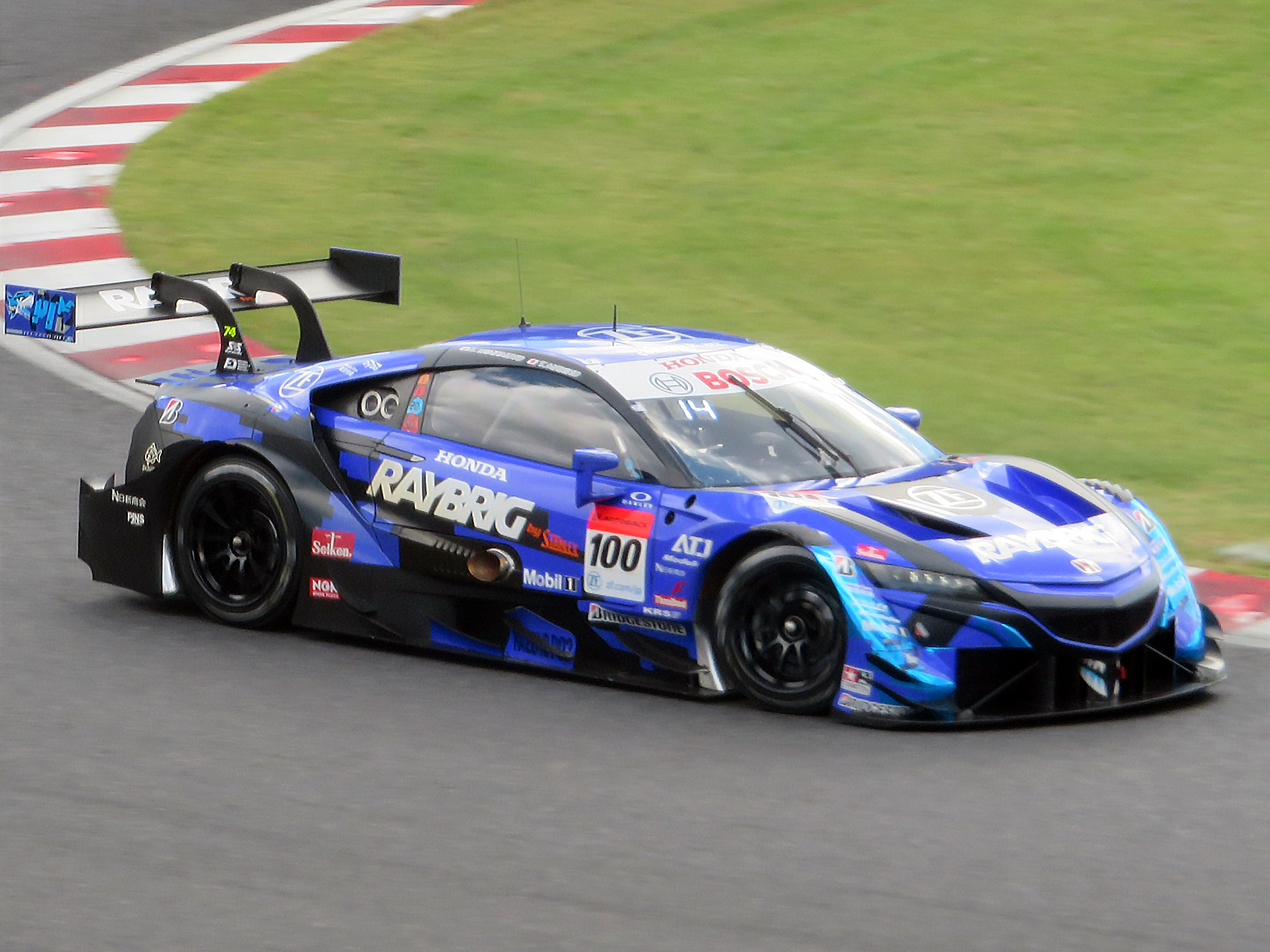
RAYBRIG NSX-GT
(2020年参戦マシン)

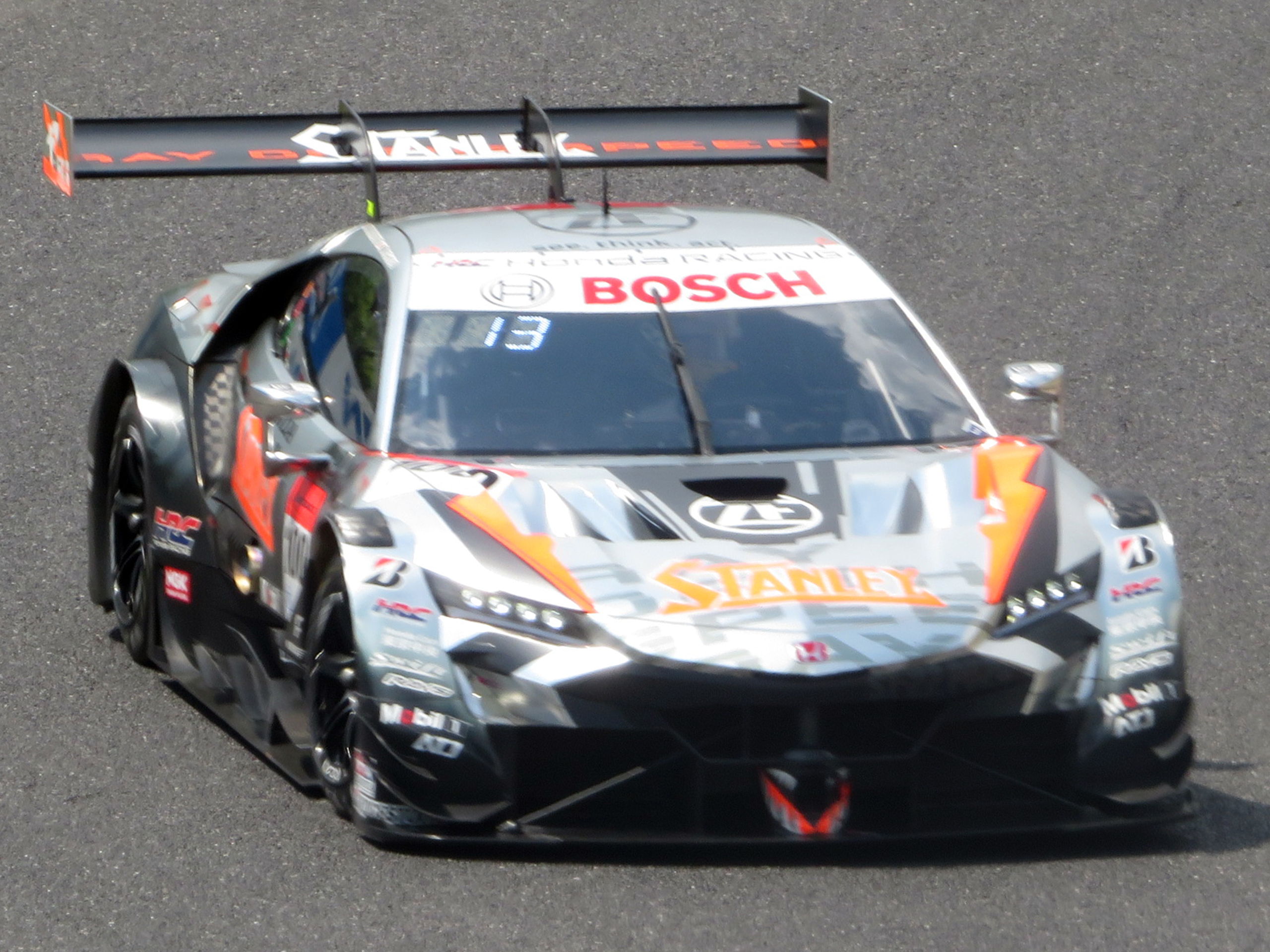
STANLEY NSX-GT（2022年参戦マシン）

JGTC初年度である1994年の第3戦からポルシェ・911で参戦を開始、参戦2戦目のSUGOラウンドで早くも初勝利を挙げた。翌年もポルシェを走らせた後、1996年からホンダ・NSXにマシンをチェンジしたが、この年は、それまで同チームやホンダがル・マン24時間レースで走らせていたマシンに小改造を施した程度のマシンであり、既に純粋なGTマシンとして熟成されつつあったスープラやGT-Rと言った国内勢のワークスマシンはもちろん、この年のJGTCを席巻したマクラーレン・F1相手にも歯が立たず、ランキング17位と低迷した。しかし、翌1997年からホンダがワークス参戦を開始するに当たって新型マシンの供給を受けるようになり、以降は事実上のホンダワークスチームの1つとして活動し続けている。2010年からはHSV-010 GT、2014年からはNSX CONCEPT GT、2017年からはNSX-GT、2024年からはシビックタイプRと、常に新型マシンの供給を受けて参戦している。
当初はADVAN(横浜ゴム)やBPがメインスポンサーであったが、1997年の第2戦からは、1996年のル・マン24時間レースにメインスポンサーであったスタンレー電気に変更され、同社のブランド「RAYBRIG(レイブリック)」を冠したマシンで参戦していた。
マシンメンテナンスは、ノバ・エンジニアリング(1994年〜1995年)、シフト(1996年)、ムーンクラフト(1997年〜2004年)、M-TEC(2005年〜2016年)、オートテクニックジャパン(2017年～)が行っている。なお、ムーンクラフト担当期には同社の代表である由良拓也がチーム監督を1999年まで務めていた。
毎春開幕前のテストではカーボン地のボディーにその年のデザインが施されたPHASE仕様でテストを行うことがある。
参戦当初より一貫して使用しているカーナンバー「100」は、かつて高橋国光が二輪ロードレース世界選手権に参戦し、1961年にホッケンハイムで開催の西ドイツGP250ccクラスで日本人として初優勝した時のバイクナンバーにちなむ。また、レーシングカーには97年、98年の鈴鹿8時間耐久ロードレースに高橋が名誉監督を務めたチーム国光・HSC、ラッキーストライク・HSCから参戦した加藤大治郎のMotoGPにおける永久欠番となった加藤のゼッケン「74」が記されたステッカーを貼付している。また、1995年のみ長島正興と道上龍がチーム国光所属のKANEKO・PORSCHEで出走したが、このときのカーナンバーは99であった。
2018年はホンダのエース格である山本尚貴と2009年のF1ワールドチャンピオン・ジェンソン・バトンの布陣で戦い、初のドライバーズタイトルを獲得。この年はチームタイトルも併せて獲得し、チーム初戴冠にしてダブルタイトル獲得となった。HONDA勢にとっては2010年の童夢以来8年ぶりのタイトル獲得。また、2015年には苦戦が続いたホンダ勢の中で唯一優勝を飾り、最終戦までタイトルを争うなど、ホンダ系の有力チームの1つに数えられている。
2020年は前年から引き続きの山本尚貴と、前年をもってSUPER GTを離れたジェンソン・バトンに変わり、前年までNAKAJIMA RACINGに所属していた牧野任祐の布陣で戦う。第7戦終了時点で自力チャンピオンの可能性を5チームが残す大接戦になるが、最終戦ファイナルラップの最終コーナーでガス欠により失速したKeePer TOM'S GR Supraの平川亮を躱してトップチェッカーを受け、2年ぶりとなるダブルタイトルを獲得した。
2021年は前年に引き続きの山本尚貴と牧野任祐(病気療養中のため初戦のみ武藤英紀が出場)の布陣で戦う。なお、スタンレー電気が「RAYBRIG」ブランドの廃止(2021年3月)を発表したため、本年度より「Stanley」ブランドで戦う。最終戦までランキングトップを守っていたが、富士スピードウェイでの最終戦で4位走行中の51周目にGT300クラスの王座争いをしていたARTA NSX GT3に追突されそのまま上位から後退。au TOM’S GR Supraが逆転でチームタイトルを獲得した。
2025年シーズンはホンダ・レーシング（HRC）が直接車両メンテナンスを担当することになり、ホンダ陣営の中でもワークス色が強い体制となる。
| 年度   | 車両                                        | ドライバー                                      | 順位                                         | Point                                          |
| ------ | ------------------------------------------- | ----------------------------------------------- | -------------------------------------------- | ---------------------------------------------- |
| 1994年 | ADVAN PORSCHE (ポルシェ911 RSR-T)           | 高橋国光 土屋圭市                               | 7位                                          | 35pts                                          |
| 1995年 | BPオイル ポルシェターボ (ポルシェ911 RSR-T) | 高橋国光 土屋圭市                               | 10位                                         | 28pts                                          |
| 1996年 | ADVAN BP NSX (ホンダNSX)                    | 高橋国光 土屋圭市                               | 17位                                         | 8pts                                           |
| 1997年 | RAYBRIG NSX (ホンダNSX)                     | 高橋国光 飯田章                                 | 9位                                          | 30pts                                          |
| 1998年 | RAYBRIG NSX (ホンダNSX)                     | 高橋国光 飯田章                                 | 10位                                         | 25pts                                          |
| 1999年 | RAYBRIG NSX (ホンダNSX)                     | 高橋国光 飯田章                                 | 11位                                         | 34pts                                          |
| 2000年 | RAYBRIG NSX (ホンダNSX)                     | 飯田章 服部尚貴                                 | 15位                                         | 13pts                                          |
| 2001年 | RAYBRIG NSX (ホンダNSX)                     | 飯田章 伊藤大輔                                 | 10位                                         | 29pts                                          |
| 2002年 | RAYBRIG NSX (ホンダNSX)                     | 加藤寛規(Rd.2のみ金石年弘) 光貞秀俊             | 光貞秀俊：4位 加藤寛規：6位 金石年弘：20位   | 光貞秀俊：63pts 加藤寛規：55pts 金石年弘：8pts |
| 2003年 | RAYBRIG NSX (ホンダNSX)                     | 加藤寛規 光貞秀俊                               | 12位                                         | 27pts                                          |
| 2004年 | RAYBRIG NSX (ホンダNSX)                     | 中野信治 加藤寛規                               | 13位                                         | 9pts                                           |
| 2005年 | RAYBRIG NSX (ホンダNSX)                     | セバスチャン・フィリップ ジェレミー・デュフォア | 13位                                         | 26pts                                          |
| 2006年 | RAYBRIG NSX (ホンダNSX)                     | セバスチャン・フィリップ 細川慎弥               | 2位                                          | 79pts                                          |
| 2007年 | RAYBRIG NSX (ホンダNSX)                     | ドミニク・シュワガー 細川慎弥                   | 3位                                          | 64Pts                                          |
| 2008年 | RAYBRIG NSX (ホンダNSX)                     | 井出有治 細川慎弥                               | 11位                                         | 41pts                                          |
| 2009年 | RAYBRIG NSX (ホンダNSX)                     | 井出有治 細川慎弥(Rd.8のみ松浦孝亮)             | 井出有治：13位 細川慎弥：15位 松浦孝亮：17位 | 井出有治：29pts 細川慎弥：24pts 松浦孝亮：5pts |
| 2010年 | RAYBRIG HSV-010 (ホンダHSV-010)             | 伊沢拓也 山本尚貴                               | 8位                                          | 40pts                                          |
| 2011年 | RAYBRIG HSV-010 (ホンダHSV-010)             | 伊沢拓也 山本尚貴                               | 9位                                          | 37pts                                          |
| 2012年 | RAYBRIG HSV-010 (ホンダHSV-010)             | 伊沢拓也 山本尚貴                               | 5位                                          | 43pts                                          |
| 2013年 | RAYBRIG HSV-010 (ホンダHSV-010)             | 伊沢拓也 小暮卓史                               | 10位                                         | 37pts                                          |
| 2014年 | RAYBRIG NSX CONCEPT-GT (ホンダNSX CONCEPT)  | 小暮卓史 武藤英紀                               | 14位                                         | 23pts                                          |
| 2015年 | RAYBRIG NSX CONCEPT-GT (ホンダNSX CONCEPT)  | 山本尚貴 伊沢拓也                               | 3位                                          | 60pts                                          |
| 2016年 | RAYBRIG NSX CONCEPT-GT (ホンダNSX CONCEPT)  | 山本尚貴 伊沢拓也                               | 14位                                         | 20pts                                          |
| 2017年 | RAYBRIG NSX-GT (ホンダNSX)                  | 山本尚貴 伊沢拓也                               | 7位                                          | 45pts                                          |
| 2018年 | RAYBRIG NSX-GT (ホンダNSX)                  | 山本尚貴 ジェンソン・バトン                     | 1位                                          | 78pts                                          |
| 2019年 | RAYBRIG NSX-GT (ホンダNSX)                  | 山本尚貴 ジェンソン・バトン                     | 9位                                          | 53pts                                          |
| 2020年 | RAYBRIG NSX-GT (ホンダNSX)                  | 山本尚貴 牧野任祐                               | 1位                                          | 69pts                                          |
| 2021年 | STANLEY NSX-GT (ホンダNSX)                  | 山本尚貴 牧野任祐(Rd.1のみ武藤英紀)             | 山本尚貴：3位 牧野任祐：4位 武藤英紀：19位   | 山本尚貴：60pts 牧野任祐：57pts 武藤英紀：3pts |
| 2022年 | STANLEY NSX-GT (ホンダNSX)                  | 山本尚貴 牧野任祐                               | 3位                                          | 62pts                                          |
| 2023年 | STANLEY NSX-GT (ホンダNSX)                  | 山本尚貴(Rd.7,8のみ木村偉織) 牧野任祐           | 牧野任祐：10位 山本尚貴：11位 木村偉織：17位 | 牧野任祐：34pts 山本尚貴：31pts 木村偉織：3pts |
| 2024年 | STANLEY CIVIC TYPE R-GT                     | 山本尚貴 牧野任祐                               |                                              |                                                |

## 主なスポンサー
- スタンレー電気
- エクソンモービル(Mobil 1)
- エムエムピー(EBBRO)
- ホンダカーズ (Honda Cars)東京中央
- オートテクニックジャパン
- ホンダアクセス(モデューロ/Modulo)
- タミヤ模型